# Абдурахман паша Тетовски
Абдурахман паша (на албански: Abdurrahman Pasha Kalkandelen; на турски: Kalkandelen'li Abdurrahman Paşa) е албански феодал от Македония, полусамостоятелен управител на Тетовския пашалък в първата половина на XIX век.

## Биография
Роден е в Тетово, тогава в Османската империя. Син е на феодала Реджеп паша Тетовски от християнката Миляна, сестра на войводата Михаил, оглавил въстание в Гнилянско и приел исляма под името Мохамед. Заедно с баща си участва в обновяването на тетовското Арабати Баба теке и учредяването на вакъф, както и в подпомагането на Кирил Пейчинович и възстановяването на Лешочкия манастир „Свети Атнасий“, за което свидетелства самият Пейчинович в неговото „Житие на княз Лазар“.
При управлението на Абдурахман към Тетовския пашалък е присъединено Кичевско, след като братът на Абдурахман паша Вели бег побеждава Кьор бег и става управител на Кичево. След смъртта на Вели бег в Кичево се установява друг брат на Абдурахман Хавзи, който получава титлата паша за действията си в Гръцката война. След това Хавзи паша получава ферман за управление на Скопие, но му се налага да превземе града с обсада от местните бегове.
В 1831 година, при разгрома на Шкодренския пашалък, Абдурахман паша сдържа своята дума, дадена на управителя му Мустафа Решит паша Бушати и го опазва от нападенията на войските на брат си Хавзи паша в Скопие, който минава на страната на правителствените сили.
След смъртта на баща си в 1834 година го наследява като полусамостоятелен управител на Полога.
Абдурахман паша построява Тетовското кале - обширно укрепление на хълма Балтепе в Шар над града. В крепостта са конакът на пашата, голяма трапезария, кухня с няколко огнища, тъмница и кладенец. Преди това на мястото на калето има църква „Свети Атанасий“.
В началото на 1843 година тримата братя Абдурахман паша от Тетово, Авзи паша от Скопие и Хюсеин паша от Кюстендил са извикани в Цариград и убити. Убийството им води до голямото албанско въстание на Дервиш Цара.
След смъртта на Абдурахман управител на Тетово става брат му Джеладин бег.